# Rosalie Bertellová
Rosalie Bertelová (4. dubna 1929 Buffalo – 14. června 2012 Pensylvánie) byla americko-kanadská vědecká pracovnice, autorka populárně naučných knih a environmentální aktivistka.

## Kariéra
V roce 1966 obhájila doktorandskou práci z biometriky, od té doby získala dalších osm doktorátů. V oboru zdraví životního prostředí se angažuje od roku 1970. Mezi lety 1969 a 1978 působila jako starší výzkumný vědec v institutu (výzkumu) rakoviny na Roswell Park, dále pak jako konzultant Jaderné regulatorní komise Spojených států, v Agentuře ochrany životního prostředí Spojených států a organizaci Health Canada. Účastnila se několika spojených výzkumných projektů v Japonsku, Německu, Maršalových ostrovech, Malajsii či Indii.

## Názory, které zastává
Dosud občasně pořádá přednášky v otázkách životního prostředí. Obecně ji zajímají (a je v opozici s) vládními a vojenskými projekty s dalekosáhlými účinky na zdraví občanů nebo narušení život-podporujících systémů Země jako takových. Konkrétně se věnuje i kontroverzním tématům jako jsou chemtrails, H.A.A.R.P., geofyzikální válka, militarizace vesmíru, jaderné testování, porušování ozonové vrstvy a ionosféry. Vyhraňuje se proti globalizaci, prvoplánovému korporativistickému militarismu, stotožňuje se s politikou nenásilí.

## Organizace a komise
Bertellová též založila několik organizací a komisí:
- v roce 1978 v Torontu byla zakládající členkou Mezinárodního institutu pro veřejné zdraví (International Institute of Concern for Public Health, IICPH), kde mezi lety 1987 a 2004 působila jako její prezidentka
- v roce 1984 Mezinárodní komise odborných zdravotníků (International Commission of Health Professionals)
- v roce 1986 International Associates for Community Health na Okrnejích,
- v roce 1996 založila Mezinárodní lékařskou komisi Černobyl (International Medical Commission Chernobyl) a dva roky před tím koordinovala podobnou komisi věnovanou Bhópálu.
- v roce 2000 v Ženevě organizaci International Physicians for Humanitarian Medicine.

## Ocenění
Rosalie Bertellová získala za svou kariéru mnoho ocenění. Mezi jinými:
- Right Livelihood Award
- World Federalist Peace Award
- Ontario Premier's Council on Health
- Health Innovator Award
- the United Nations Environment Programme Global 500 award
- the Sean MacBride International Peace Prize
- Hans-Adalbert Schweigart Medal